# Acutalis
Acutalis ist eine Gattung der Buckelzirpen, die in der Neotropis und Nearktis (Nord- und Südamerika) vorkommt.

## Merkmale
Die Acutalis-Zirpen sind ca. 4 bis 9 mm lang. Die Färbung variiert selbst innerhalb einer Art beträchtlich, von hellbraun, gelb, gelb grün und sogar bis schwarz (z. B. A. fusconervosa). Das Pronotum hat nur einen glatten nach hinten gerichteten Fortsatz, der nach hinten spitz zuläuft, keine sonstigen Auswüchse. Das Pronotum ist unpunktiert und glänzend und es reicht nicht bis zum hinteren Ende der Flügel. Der Kopf ist dreieckig, glänzend und dreimal so breit wie hoch. Die Vorderflügel haben keine Diskoidalzellen aber fünf Apikalzellen. Ähnliche Gattungen, wie Micrutalis oder Bordoniana können durch das Flügelgeäder von Acutalis abgegrenzt werden.

## Biologie
Die Zirpen sind normalerweise einzeln an Pflanzen der Familie Asteraceae zu finden (wo sie Phloem saugen), können aber auch an anderen Pflanzen und in kleinen Gruppen gefunden werden.
Die Weibchen von Acutalis tartarea legen ihre Eier in Gruppen von ca. 12 bis 15 Stück in die Wirtspflanze. Sie stechen dazu in die Unterseite von Blättern nahe an der Spitze des Stängels. Die jungen Larven leben zunächst in Gruppen und verteilen sich später an den Zweigen und Blattstängeln, aber nicht auf den Blättern.

## Phylogenie und Systematik
Nach der traditionellen Auffassung, aufgestellt durch den amerikanischen Entomologen Lewis L. Deitz, gehört die Gattung, mit zwei verwandten Gattungen, in eine Tribus Acutalini in einer Unterfamilie Smiliinae. Nach neueren morphologischen und molekularen Daten bilden die früheren Unterfamilien Darninae, Smiliinae und Stegaspidinae eine basale, para- oder sogar polyphyletische Gruppe innerhalb der Membracidae und müssen als Taxa aufgegeben werden. Die Acutalini bilden mit den ähnlichen Micrutalini eine gemeinsame Verwandtschaftsgruppe (Klade). Ob diese Triben jeweils monophyletische Einheiten bilden, ist derzeit unklar, weil noch nicht genügend Arten untersucht worden sind.

### Arten und Verbreitung
Der Katalog von Stuart McKamey 1998 nannte für die Gattung neun Arten, von denen inzwischen aber einige (A. biguttula, A. litterata, A. flavozonata) in die Gattung Micrutalis beziehungsweise (A. retrofasciata) in die Gattung Trachytalis transferiert oder (A. flaviventris) mit anderen Arten synonymisiert worden sind. Damit umfasst die Gattung nur noch drei (möglicherweise nur zwei) Arten:
- Acutalis fusconervosa Fairmaire, 1846; Brasilien, Kolumbien, Costa Rica, Guatemala, Mexiko, Nicaragua, Panama. Typusart der Gattung (Typuslokalität: Kolumbien).
- Acutalis nigrinervis Fowler, 1895; Peru, Mexiko, USA, Kanada. Die Art ist nur nach Farbmerkmalen von A. tartarea differenzierbar und möglicherweise synonym mit dieser,[6] wurde aber im Katalog von 2012[8] als eigenständig anerkannt.
- Acutalis tartarea (Say, 1830); Ecuador, Mexiko, USA, Kanada. Die Art weist Farbvarianten auf (semicrea, inornata[9]), die früher, selten bis 2003[10] als eigene Art betrachtet wurden.